# Finale du Championnat d'Europe de football 1964
La finale du championnat d'Europe de football 1964 voit s'affronter l'équipe d'Espagne contre celle d'URSS, championne d'Europe en titre. Le pays hôte espagnol remporte sa première compétition internationale lors de la deuxième édition de l'Euro sur un score de 2-1.

## Avant-finale
Quatre sélections qualifiées se retrouvent en Espagne pour disputer le tournoi final. En demi-finales, l''URSS élimine le Danemark et l'Espagne sort la Hongrie.

## Finale

### Résumé du match
Deux buts sont inscrits dans les huit premières minutes du match. L'Espagne ouvre le score sur un centre de Luis Suárez à la suite duquel le soviétique Edouard Mudrik manque le ballon pour dégager son camp et Jesús María Pereda, situé juste derrière son adversaire, parvient à tirer au bout portant dans les cages de Lev Yachine. Quelques instants après, sur une longue ouverture de Mudrik, l'avant-centre soviétique Galimzian Khusainov est trouvé en profondeur et égalise pour l'URSS d'une frappe à ras de terre qui trompe José Ángel Iribar, le gardien espagnol. Pendant le reste de la rencontre, les deux équipes affichent un niveau de jeu correct et elles ne parviennent pas à prendre l'ascendant sur leur adversaire.
Le tournant du match se situe dans la tactique choisie par les Soviétiques qui consiste à évoluer avec un troisième milieu de terrain à vocation défensive ; ainsi Valeri Voronin se retrouve sans soutien offensif à ses côtés, ce qui diminue les chances de l'URSS pour marquer.
À la 84e minute, Jesús María Pereda effectue un centre, le Soviétique Igor Tchislenko manque son dégagement, et Marcelino Martínez, au point de pénalty, réalise une tête plongeante qui finit au pied du poteau, permettant à l'Espagne de mener par deux buts à un. Le score reste inchangé et le pays hôte gagne la Coupe d'Europe des nations.
Après-match, le sélectionneur de l'URSS Konstantin Beskov estime que les Espagnols ont eu tendance à simuler des blessures pour obtenir des fautes et Valentin Ivanov affirme que le deuxième but de l'Espagne est « dû à la chance ». Dans l'autre camp, Jesús María Pereda déclare : « On a été très unis. On avait Suárez pour diriger cet orchestre. Ensuite, on avait de grands joueurs comme Amancio et Marcelino, qui était un buteur naturel. C'était vraiment une équipe fantastique. ».

### Feuille de match
| Titulaires : |  |
| |  |
| José Ángel Iribar Feliciano Rivilla Fernando Olivella Isacio Calleja Ignacio Zoco Josep Maria Fusté Amancio Amaro Jesús María Pereda Marcelino Martínez Luis Suárez Carlos Lapetra |  |
| Entraîneur : |  |
| J. Villalonga |  |

| Titulaires : |  |
| |  |
| Lev Yachine Victor Chustikov Albert Chesternev Edouard Mudrik Valeri Voronin Viktor Anichkin Igor Tchislenko Valentin Ivanov Viktor Ponedelnik Alexeï Korneïev Galimzian Khusainov |  |
| Entraîneur : |  |
| K. Beskov |  |

| Titulaires : |  |
| |  |
| José Ángel Iribar Feliciano Rivilla Fernando Olivella Isacio Calleja Ignacio Zoco Josep Maria Fusté Amancio Amaro Jesús María Pereda Marcelino Martínez Luis Suárez Carlos Lapetra |  |
| Entraîneur : |  |
| J. Villalonga |  |

| Titulaires : |  |
| |  |
| Lev Yachine Victor Chustikov Albert Chesternev Edouard Mudrik Valeri Voronin Viktor Anichkin Igor Tchislenko Valentin Ivanov Viktor Ponedelnik Alexeï Korneïev Galimzian Khusainov |  |
| Entraîneur : |  |
| K. Beskov |  |